# Санта Роса (острво)
Санта Роса (енгл. Santa Rosa Island) је острво САД које припада савезној држави Калифорнија. Површина острва износи 209 km². Према попису из 2000. на острву су живела 2 становника.